# Dictyomorpha elongata
Dictyomorpha elongata är en insektsart som beskrevs av Melichar 1912. Dictyomorpha elongata ingår i släktet Dictyomorpha och familjen Dictyopharidae. Inga underarter finns listade i Catalogue of Life.